# Niamh Fahey
Niamh Fahey (* 13. Oktober 1987 in Galway) ist eine irische Fußballnationalspielerin.

## Karriere

### Vereine
Sie begann ihre Karriere in ihrer Heimat und war dann bis zum Sommer 2008 hier beim Salthill Devon FC aktiv. Im Jahr 2007 war sie zudem noch kurzzeitig an Galway verliehen. Anschließend wechselte sie nun nach England, wo sie für Arsenal spielte und dort fast sieben ganze Jahre verbrachte. Anfang  2015 vollzog sie aber einen weiteren Wechsel und schloss sich Chelsea an, wo sie nun noch einmal gut zwei Jahre aktiv war. Nachdem sie in der Saison 2017/18 kurzzeitig in Frankreich beim FC Girondins de Bordeaux spielte, ist sie seit dem Sommer 2018 wieder zurück in England und spielt seitdem für Liverpool.

### Nationalmannschaft
Ihr Debüt in der irischen Nationalmannschaft gab sie im Jahr 2007. Hier wurde sie bei einem 1:1 gegen Portugal im Algarve-Cup 2007 erstmals eingesetzt und stand hier auch gleich in der Startelf. Nach einigen weiteren Spielen wurde sie schnell eine Stammspielerin. In den folgenden Jahren sammelte sie in jedem Jahr immer mindestens drei Einsätze, mit Ausnahme des Jahrs 2013, wo sie wegen eines Kreuzbandriss zu keinem Einsatz kam.
Bei einem 2:1-Sieg über Polen beim Pinatar Cup 2022 wurde sie dann zum 100. Mal eingesetzt. Ein weiterer Erfolg war innerhalb der Qualifikation für die Weltmeisterschaft 2023 dann auch ihr erstes Tor in einem Länderspiel. Am Ende dieser Qualifikationsrunde schaffte sie es mit ihrer Mannschaft auf den zweiten Platz der Gruppe, womit man noch in die Playoffs musste. Dort konnte sich ihr Team im Oktober 2022 gegen Schottland aber mit einem 1:0-Sieg durchsetzen und sich somit erstmals für ein großes Turnier qualifizieren.
Am 9. Juni 2023 wurde sie dann auch Teil des vorläufigen Kaders für die Endrunde. Am 28. Juni 2023 wurde sie für den finalen WM-Kader nominiert.

## Erfolge
- Meister der FA Women’s Super League
  - 2011, 2012, 2015